# Christopher Eubanks
Christopher Eubanks (ur. 5 maja 1996 w Atlancie) – amerykański tenisista.

## Kariera tenisowa
Zawodowym tenisistą Eubanks został w 2017 i w tym samym roku zadebiutował w turnieju Wielkiego Szlema podczas US Open. Odpadł w pierwszej rundzie gry pojedynczej i drugiej rundzie gry podwójnej. W deblu startował z Christianem Harrisonem.
W cyklu ATP Tour zwyciężył w jednym turnieju w grze pojedynczej. Amerykanin wygrał też trzy turnieje singlowe o randze ATP Challenger Tour.
W rankingu gry pojedynczej najwyżej był na 29. miejscu (31 lipca 2023), a w klasyfikacji gry podwójnej na 182. pozycji (14 września 2020).

### Finały w turniejach ATP Tour
| Legenda                                      |
| -------------------------------------------- |
| Wielki Szlem                                 |
| Igrzyska olimpijskie                         |
| Tennis Masters Cup / ATP Finals              |
| ATP Masters Series / ATP Tour Masters 1000   |
| ATP International Series Gold / ATP Tour 500 |
| ATP International Series / ATP Tour 250      |

#### Gra pojedyncza (1–0)
| Końcowy wynik | Nr | Data         | Turniej     | Nawierzchnia | Przeciwnik       | Wynik finału |
| ------------- | -- | ------------ | ----------- | ------------ | ---------------- | ------------ |
| Zwycięzca     | 1. | 1 lipca 2023 | Santa Ponça | Trawiasta    | Adrian Mannarino | 6:1, 6:4     |

### Zwycięstwa w turniejach ATP Challenger Tour w grze pojedynczej
| Końcowy wynik | Nr | Data              | Turniej   | Nawierzchnia  | Przeciwnik         | Wynik finału     |
| ------------- | -- | ----------------- | --------- | ------------- | ------------------ | ---------------- |
| Zwycięzca     | 1. | 29 kwietnia 2018  | León      | Twarda        | John-Patrick Smith | 6:4, 3:6, 7:6(4) |
| Zwycięzca     | 2. | 13 czerwca 2021   | Orlando   | Twarda        | Nicolás Mejía      | 2:6, 7:6(3), 6:4 |
| Zwycięzca     | 3. | 14 listopada 2021 | Knoxville | Twarda (hala) | Daniel Altmaier    | 6:3, 6:4         |